# 貴人南氏
貴人 南氏（きじん なんし、クィイン ナムシ、生没年不詳）は李氏朝鮮第9代国王成宗の後宮。本貫は宜寧南氏。承政院右承旨等を務めた南忻（なん きん、ナム・フン、남흔、1451年 - 1492年）の三女。

## 生涯
南忻とその正室全州李氏との間に誕生。入宮した時期は明らかではないが朝鮮王朝実録によると彼女の入内の後父南忻が承政院右承旨を拝し、その事が理由で論争が起きたとの記述がある。
入内後の1492年に父と、更にその3年後の1495年に夫成宗と相次いで死別。その後も慈順大妃と共に宮中の移御所（離宮のひとつ）に暮らしたが燕山君に寵幸を受けた（特別に寵愛を受けた）との噂が宮中だけでなく外にも広まったという。
燕山君日記中に南氏は淑儀であったという記録があるが、中宗治世下では南貴人の呼称で複数回記録されている。1527（中宗22）年司憲府は南氏の行いがよくないという理由で上訴したが中宗はこれに対し、「貴人は大妃を尊敬していて自ら宮中に残っている、世論はこれを知って自ら行動をするだろう」との返答を行った。

## 家系
- 父: 南忻
- 母: 全州李氏
  - 兄弟: 南調元
  - 兄弟: 南應元
  - 兄弟: 南燮元
  - 姉: 尹承世室
  - 姉: 金祥室[2]
- 夫: 成宗
  - 子女なし